# Alboini
Alboini è un cognome di lingua italiana.

## Varianti
Alboino.

## Origine e diffusione
Cognome tipicamente settentrionale, è presente prevalentemente in Lombardia e Veneto.
Potrebbe derivare dal prenome Alboino, portato da un re longobardo, o costituire una variante del cognome Albizi. Potrebbe presentare affinità con il cognome Albonesi.